# Xavier de Chérade de Montbron
Xavier de Chérade de Montbron, vanligtvis kallad Xavier de Montbron, född 18 augusti 1916 i Forsac, död 21 april 1955 i Mont-de-Marsan, var en fransk stridspilot.
Efter avlagd studentexamen vid Jesuit Fathers College i Sarlat inkallades han till militärtjänst 1938. I mars 1939 gick han med i flygvapnet som karriärkadett. Han erhöll sin pilotlicens i november 1939. Den 2 oktober 1940 deltog han i slaget om Storbritannien. Den 21 april 1955, när han återvände från en provflygning av en de Havilland Vampire, öppnade inte landningsstället, planet kraschade och han dödades i olyckan. Han begravdes i Benayes.